# Timothy Andrew Edwards
Pour les articles homonymes, voir Edwards.
 (février 2021).
Timothy Andrew Edwards est un compositeur de musiques de séries télévisées.

## Filmographie
- 1994 : Extra (série télévisée)
- 1999 : Judge Mathis (série télévisée)
- 2000 : Street Smarts (série télévisée)
- 2001 : elimiDATE (série télévisée)
- 2002 : The Making of 'The Lord of the Rings' (vidéo)
- 2002 : Pulp Fiction: The Facts (vidéo)
- 2002 : Celebrity Justice (série télévisée)
- 2003 : Summerdate (série télévisée)
- 2003 : Ellen: The Ellen DeGeneres Show (série télévisée)
- 2003 : The Sharon Osbourne Show (série télévisée)
- 2004 : The WB's Superstar USA (série télévisée)
- 2004 : The Larry Elder Show (série télévisée)
- 2009 : Necromentia (film)